# XPN (newsreader)
XPN (X Python Newsreader) è un newsreader scritto in Python e basato sulle librerie GTK+.

## Caratteristiche
XPN è caratterizzato da un buon supporto allo standard MIME, azioni e punteggi, viste filtrate, tag-lines random, identità multiple, server multipli, navigazione con un solo tasto, ROT13, visualizzazione degli header Face e X-Face, spoiler char e altro ancora. XPN è open source ed è distribuito con la licenza GPL.
Grazie al linguaggio Python e alle librerie GTK+ è completamente multipiattaforma. Dovrebbe funzionare su tutte le piattaforme sulle quali girano Python e GTK+. È anche disponibile una versione binaria per Windows.
XPN è tradotto in inglese, italiano, francese e tedesco.